# Vega (cràter)
|  | No s'ha de confondre amb Vera (cràter) o Veta (cràter). |

Vega és un erosionat cràter d'impacte que s'hi troba a la part sud-est de la cara visible de la Lluna, per tant es pot observar des de la Terra. A menys d'un diàmetre del cràter a l'est-sud-est es troba Peirescius, lleugerament més petit. I a poc més de diàmetre i mig a l'oest apareix la llarga Vallis Rheita. L'edat estimada del cràter és de 69-70 milions d'anys.
Aquest cràter ha estat desgastat i erosionat per una successió d'impactes. Vega B s'hi troba sobre la part sud del sòl, al costat de la paret interior. El costat est-nord-est de la vora està cobert per un parell combinada de petits cràters. Un grup de petits impactes s'hi troben a la vora nord-oest. La resta del brocal exterior apareix amb un perfil arrodonit, amb nombroses petites marques. El sòl interior de la part sud està parcialment recobert per la muralla exterior de Vega B. La resta del sòl manca de trets destacables, excepte uns diminuts cràters.
Aquest cràter deu el seu nom al matemàtic eslovè Jurij Vega (Georg Freiherr von Vega en alemany).

## Cràters satèl·lit
Per convenció aquests elements són identificats en els mapes lunars posant la lletra en el costat del punt mitjà del cràter que està més proper a Vega.
|      | \| Vega \| Coordenades \| Diàmetre \| \| ---- \| ------------------------------------ \| -------- \| \| A \| 47° 12′ S, 65° 18′ E / 47.2°S,65.3°E \| 12 km \| \| B \| 46° 12′ S, 63° 30′ E / 46.2°S,63.5°E \| 30 km \| \| C \| 45° 12′ S, 64° 48′ E / 45.2°S,64.8°E \| 21 km \| \| D \| 44° 42′ S, 64° 18′ E / 44.7°S,64.3°E \| 25 km \| \| G \| 44° 24′ S, 62° 24′ E / 44.4°S,62.4°E \| 11 km \| \| H \| 44° 30′ S, 60° 06′ E / 44.5°S,60.1°E \| 6 km \| \| J \| 45° 36′ S, 59° 54′ E / 45.6°S,59.9°E \| 19 km \| |          |
| Vega | Coordenades | Diàmetre |
| A    | 47° 12′ S, 65° 18′ E / 47.2°S,65.3°E | 12 km    |
| B    | 46° 12′ S, 63° 30′ E / 46.2°S,63.5°E | 30 km    |
| C    | 45° 12′ S, 64° 48′ E / 45.2°S,64.8°E | 21 km    |
| D    | 44° 42′ S, 64° 18′ E / 44.7°S,64.3°E | 25 km    |
| G    | 44° 24′ S, 62° 24′ E / 44.4°S,62.4°E | 11 km    |
| H    | 44° 30′ S, 60° 06′ E / 44.5°S,60.1°E | 6 km     |
| J    | 45° 36′ S, 59° 54′ E / 45.6°S,59.9°E | 19 km    |